# WLE 81–83
Die normalspurigen Tenderlokomotiven WLE 81–83 der Westfälischen Landes-Eisenbahn waren Dampflokomotiven für den gemischten Betrieb, die 1908 von Hanomag gebaut wurden. Die Lokomotiven waren Zweizylinder-Verbundlokomotiven und hatten einen außergewöhnlich großen Treibraddurchmesser. Sie waren bis in die Mitte der 1930er Jahre im Einsatz. Zwei Lokomotiven wurden dann verschrottet, eine Lokomotive kam zur Kreisbahn Schönermark–Damme als Nummer 5. Diese kam nach dem Zweiten Weltkrieg zur Deutschen Reichsbahn und wurde 1958 ausgemustert.

## Geschichte
Die Westfälische Landes-Eisenbahn bestellte 1908 bei Hanomag drei Lokomotiven für eine Höchstgeschwindigkeit von 50 km/h, die mit den Fabriknummern 5205–5207 ausgeliefert und als WLE 81–83 bezeichnet wurden.
Die Lokomotiven sollen störanfällig und wenig zufriedenstellend in den Laufeigenschaften gewesen sein; dennoch wurde 1909 von Borsig eine ähnliche Lokomotive als Zweizylinder-Verbundlokomotive nachbestellt. Die Bedienung soll große Kraftanstrengung verlangt haben, was durch die große Bauart der Flachschieber bedingt war. Alle drei Lokomotiven wurden in den 1930er Jahren bei der WLE ausgemustert.

## DR 89 6403
Die WLE 81 wurde 1935 an die Kreisbahn Schönermark–Damme verkauft und dort als Nummer 5 bezeichnet. Sie kam Ende des Zweiten Weltkrieges zu den Salzwedeler Kleinbahnen. Von dort übernahm sie die Deutsche Reichsbahn, sie erhielt die Betriebsnummer 89 6403. Die Lokomotive wurde 1957 im Bestand des Bahnbetriebswerkes Salzwedel geführt. Am 14. Juli 1958 wurde der Einzelgänger nach jahrelanger Abstellzeit ausgemustert.

## Konstruktion
Die Lokomotiven waren Zweizylinderverbundlokomotiven für Nassdampf mit einer Anfahrvorrrichtung nach Bauart Gölsdorf. Vom Aussehen her wirkten die Lokomotiven durch den klein wirkenden Kessel, einem Treibraddurchmesser von 1.350 mm und den Überhängen nicht harmonisch.
Der Rahmen war als Blechrahmen mit Wasserkasten ausgeführt, die gekuppelten Radsätze waren fest im Rahmen gelagert. Die Wangen des Rahmens waren zu schwach ausgebildet und mussten mehrmals verstärkt werden. Die Radsätze des Treibradsatzes und des Kuppelradsatzes hatten gleich große Gegengewichte. Das bewirkte im Betrieb einen sehr unruhigen Fahrzeuglauf. Sie neigten zum Nicken und Wanken. Schwachstellen gab es bei der Dampfmaschine; die Gleitbahnträger der Heusinger-Steuerung waren zu schwach bemessen und verbogen sich nach kurzer Betriebszeit. Die Flachschieber neigten zum Festfressen und ließen keine optimale Funktion der Dampfmaschine zu.
Der Kessel entsprach im Wesentlichen den von Hanomag ausgewählten Bauartkriterien. Der Stehkessel war nach Bauart Crampton ausgeführt und trug eine kupferne Feuerbüchse. Auf seinem Scheitel saß ein Sicherheitsventil der Bauart Ramsbotton. In der Mitte des Langkessels war der Dampfdom mit einem Flachschieberregler, dahinter war ein Sandkasten vorhanden. Die Rauchkammer entsprach preußischen Normen. Deren Durchmesser war derselbe wie beim Langkessel. Die Lokomotive trug einen langen, konischen Schornstein. Gespeist wurde der Kessel von zwei Strahlpumpen.
Das Führerhaus entsprach preußischen Normen. Auf dem Scheitel war ein quer liegender Lüftungsaufsatz vorhanden. Der Kohlenkasten war hinter dem Führerhaus angebracht. Die Lokomotive war ursprünglich mit einer Hardy-Bremse, später mit einer indirekten Bremse von Knorr ausgerüstet. Die Abbremsung der Radsätze erfolgte einseitig von vorn. Der Sandstreuer war handbetrieben und sandete den Treibradsatz von vorn und hinten. Zur Signalgebung waren eine Dampfpfeife und ein Läutewerk vorhanden.